# 親愛なるジョージ・スプリングヒル・バンド様
『親愛なるジョージ・スプリングヒル・バンド様』（しんあいなるジョージ・スプリングヒル・バンドさま）は、チェッカーズが、『キュート・ビート・クラブ・バンド（英字表記：Cute Beat Club Band）』名義（以下、C.B.C.B.と記載）で発売した企画アルバム。
1985年12月21日にキャニオン・レコードよりCDとカセットで完全限定販売でリリースされた。1995年12月16日にCDのみ再リリース。

## 背景・解説
収録内容は、『藤井郁弥がニューヨークへ行き、1本のカセットを見つける。そのカセットの中には、1960年代に成功を目の前にしてリーダーの死亡という不運に見舞われた伝説のバンド「ジョージ・スプリングヒル・バンド」（英字表記：THE GEORGE SPRINGHILL BAND）の音源が3曲収録されていた。そのカセットをメンバーが聞き、「もう一度蘇らせよう」と企画』し、その企画が出来上がるまでを、「スネークマンショー」ばりの音声によるコントと共に、ジョージ・スプリングヒル・バンドのオリジナル音源3曲と、C.B.C.B.のカバー音源3曲で構成されているアルバム。
コントは上記のストーリーには直接関係無いコントも収録されている。
だが、”ジョージ・スプリングヒル・バンドは、架空のバンド”。
収録曲も実際はメンバーが作曲したオリジナル曲。発表当時はインターネットが普及していない時代で、”ジョージ・スプリングヒル・バンドは、すべて自分達で作り上げた架空のバンド”という発表を行なうまで、中古レコードショップに『「ジョージ・スプリングヒル・バンド」のレコードは無いか？』とオリジナル音源を捜し続けるファンからの問合せが多かった。
「ジョージ・スプリングヒル・バンド」バージョンのヴォーカルは、元ゴダイゴのトミー・スナイダーが歌唱した。
本作発売前の1985年11月24日、チェッカーズが出演したTBSテレビ系列特別バラエティ番組「チェッカー ズンズン！」にてC.B.C.B.名義で出演し、収録曲3曲を披露した。
中でも「NEXT GENERATION」は、1987年発売のチェッカーズ初のベストアルバム「THE CHECKERS BEST」にも収録され、ライブなどで多く歌われた。
B5サイズの大型特製BOXに、CDまたはカセットと、B5サイズの30ページカラーブックレットがセットで収納されている。また1985年発売CDはスリムケースに収納されたが、1995年再発版は通常のCDケースに収納されている。

## 収録曲
収録曲の「★」は、アルバムのブックレットに記載されている製作者クレジット。「☆」は、実際に製作した製作者。
1. LOVE(3分10秒)
★（オリジナル）作詞・作曲：Michael Kenner（オリジナルバージョンの編曲：記載無し）
　 （カバー）訳詞：秋元康、編曲：後藤次利、Cute Beat Club Band
☆作詞：秋元康、作曲：武内享、編曲：後藤次利、チェッカーズ
2. CLOSE YOUR EYES(4分14秒)
★（オリジナル）作詞・作曲：Michael Kenner（オリジナルバージョンの編曲：記載無し）
　 （カバー）訳詞：秋元康、編曲：後藤次利、Cute Beat Club Band
☆作詞：秋元康、作曲：藤井尚之、編曲：後藤次利、チェッカーズ
3. NEXT GENERATION(4分30秒)
★（オリジナル）作詞・作曲：Michael Kenner（オリジナルバージョンの編曲：記載無し）
　 （カバー）訳詞：秋元康、編曲：後藤次利、Cute Beat Club Band
☆作詞：秋元康、作曲：藤井尚之、編曲：後藤次利、チェッカーズ

## 収録内容
1. オープニング（C.B.C.B.）
2. HOTEL（C.B.C.B.）
3. 望郷（C.B.C.B.）
4. 酒場（C.B.C.B.）
5. M① NEXT GENERATION（ジョージ・スプリングヒル・バンド）
6. インタビュー① 黒人の工作員（C.B.C.B.）
7. インタビュー② ゲームセンターの女の子（C.B.C.B.）
8. インタビュー③ オフィスの紳士（C.B.C.B.）
9. M② CLOSE YOUR EYES（ジョージ・スプリングヒル・バンド）
10. ジョージ・スプリングヒル・バンド（C.B.C.B.）
11. M③ LOVE（ジョージ・スプリングヒル・バンド）
12. 部屋（M③ LOVE 2回挿入）（C.B.C.B.）
13. ミーティング（C.B.C.B.）
14. 出前（C.B.C.B.）
15. M④ LOVE（C.B.C.B.）
16. 発音（C.B.C.B.）
17. スキャンダル（C.B.C.B.）
18. M⑤ CLOSE YOUR EYES（C.B.C.B.）
19. 思い入れ（C.B.C.B.）
20. M⑥ NEXT GENERATION（C.B.C.B.）
21. エンディング（M⑥ NEXT GENERATION挿入）（C.B.C.B.）